# Bulbophyllum sulcatum
Bulbophyllum sulcatum là một loài phong lan thuộc chi Bulbophyllum.